# Строго на юг (фильм)
«Строго на юг» (фр. Plein sud, англ. Going South) — фильм-драма французского режиссёра Себастьена Лифшица. Премьера картины во Франции состоялась в декабре 2009 года, в рамках программы «Панорама» фильм был представлен на Берлинском кинофестивале 14 февраля 2010 года.

## Сюжет
Летом 27-летний Сан решил отправиться в бесцельное путешествие на юг Франции на своём форде. По дороге он встречает Матье и его сестру по имени Леа и берёт их с собой. Матье влюбляется в Сана и всю дорогу пытается соблазнить его. Леа, красивая, молодая, провокационная девушка, настолько неразборчива в связях с мужчинами, что уже беременна. Девушка не может пройти мимо красивого молодого человека, не заговорив с ним. Так она увлекает в поездку ещё одного парня по имени Жереми. На протяжении всей поездки все они учатся понимать друг друга, бороться друг за друга и любить друг друга. Сан, который сначала отвечает взаимностью на ухаживания Матье и вроде бы не прочь начать и продолжать отношения, в результате дистанцируется от парня, потому что сейчас ему не до романтики. На самом деле у Сана есть маленький секрет: он направляется в Испанию, чтобы найти свою давно потерянную мать.

## В ролях
| Актёр         | Роль   |
| ------------- | ------ |
| Янник Ренье   | Сан    |
| Николь Гарсиа | мать   |
| Леа Сейду     | Леа    |
| Тео Фриле     | Матье  |
| Пьер Перрье   | Жереми |